# Die Welt
Die Welt är en dagstidning som ingår i Axel Springer Verlag. 
Die Welt startades i Hamburg 2 april 1946 av den brittiska ockupationsmakten. Den köptes 1953 av Axel Springer. 1993 flyttade redaktionen till Berlin. Sedan 2015 finns en lokalredaktion i Hamburg. I koncernen ingår även Welt am Sonntag. Chefredaktör är Stefan Aust.